# Młoszowa
Młoszowa er en landsby i det sydlige Polen i Województwo małopolskie.
1. ↑  bdl.stat.gov.pl, hentet 4. oktober 2022 (fra Wikidata).